# Monsters vs. Aliens (telessérie)
Monsters vs. Aliens é uma série animada de televisão baseada no filme Monstros vs. Aliens. A série foi anunciada em 2009, e estreou no mesmo ano. , Este É O Terceiro e Último Nicktoon Em. Parceria Com a DreamWorks Animation , Com  A Primeira Sendo Os Pinguins de Madagascar  e a  Segunda Sendo Kung Fu Panda Lendas do Dragão Guerreiro.<ref.   name="hollywoodreporter1">Georg Szalai (19 de maio de 2009). «Nick orders 'Monsters vs. Aliens' pilot». THR.com Television</ref> Em novembro de 2013, Bob Schooley, anunciou no Twitter que a série não terá uma segunda temporada.

## Transmissão
A série estreou no Brasil em 2 de novembro de 2013, pela Nickelodeon. Em Portugal, no dia 18 de novembro de 2013, no Nickelodeon.
Foi exibida na TV Aberta pela Rede Globo, aos sábados, às 9 horas da manhã, na extinta Tv Globinho.
Foi adquirida pelo SBT, estreando no dia 2 de julho de 2016, dentro do bloco Sábado Animado. Desde 13 de novembro de 2017, é exibida dentro do Bom Dia & Cia.

## Episódios
| Temporadas | Temporadas | Episódios | Exibição original    | Exibição original      | Exibição no Brasil    | Exibição no Brasil  |
| Temporadas | Temporadas | Episódios | Estreia de temporada | Final de temporada     | Estreia de temporada  | Final de temporada  |
| ---------- | ---------- | --------- | -------------------- | ---------------------- | --------------------- | ------------------- |
|            | 1          | 26        | 23 de março de 2013  | 8 de fevereiro de 2014 | 2 de novembro de 2013 | 25 de julho de 2014 |